# Halecia deliciosa
Halecia deliciosa es una especie de escarabajo del género Halecia, familia Buprestidae. Fue descrita científicamente por Kerremans en 1919.